# Darnieulles
Darnieulles là một xã, nằm ở tỉnh Vosges trong vùng Grand Est của Pháp. Xã này có diện tích 10,1 km², dân số năm 1999 là 1112 người. Xã này nằm ở khu vực có độ cao trung bình 341 m trên mực nước biển.
Dân địa phương tiếng Pháp gọi là Darnieulliens.

## Hành chính
| Danh sách các xã trưởng                |              |              |      |         |
| Giai đoạn                              | Giai đoạn    | Tên          | Đảng | Tư cách |
| tháng 3 2001                           | tháng 3 2014 | Serge Cossin | ...  | ...     |
| Tất cả các dữ liệu trước đây không rõ. |              |              |      |         |

## Biến động dân số
| Năm | 1962 | 1968 | 1975 | 1982 | 1990 | 1999 |
| --- | ---- | ---- | ---- | ---- | ---- | ---- |
| Dân số | 983  | 917  | 891  | 1038 | 1152 | 1112 |
| From the year 1962 on: No double counting—residents of multiple communes (e.g. students and military personnel) are counted only once. |      |      |      |      |      |      |